# Liste der Bodendenkmäler in Oberndorf am Lech
Auf dieser Seite sind die Bodendenkmäler in der schwäbischen Gemeinde Oberndorf am Lech zusammengestellt. Diese Tabelle ist eine Teilliste der Liste der Bodendenkmäler in Bayern. Grundlage ist die Bayerische Denkmalliste, die auf Basis des Bayerischen Denkmalschutzgesetzes vom 1. Oktober 1973 erstmals erstellt wurde und seither durch das Bayerische Landesamt für Denkmalpflege geführt wird. Die folgenden Angaben ersetzen nicht die rechtsverbindliche Auskunft der Denkmalschutzbehörde.

## Bodendenkmäler der Gemeinde Oberndorf am Lech

### Bodendenkmäler in der Gemarkung Eggelstetten
| Lage                    | Objekt | Akten-Nr.     | Bild |
| ----------------------- | --- | ------------- | ---- |
| Eggelstetten (Standort) | Siedlung vor- und frühgeschichtlicher Zeitstellung. | D-7-7331-0115 |      |
| Eggelstetten (Standort) | Wallanlage vor- und frühgeschichtlicher Zeitstellung. | D-7-7331-0117 |      |
| Eggelstetten (Standort) | Mittelalterliche und frühneuzeitliche Befunde im Bereich der Katholischen Filialkirche St. Margaretha in Eggelstetten und ihrer Vorgängerbauten. Siehe auch: St. Margareta (Eggelstetten) | D-7-7331-0183 |      |

### Bodendenkmäler in der Gemarkung Mertingen
| Lage                 | Objekt                           | Akten-Nr.     | Bild |
| -------------------- | -------------------------------- | ------------- | ---- |
| Mertingen (Standort) | Straße der römischen Kaiserzeit. | D-7-7331-0158 |      |

### Bodendenkmäler in der Gemarkung Oberndorf a.Lech
| Lage                        | Objekt | Akten-Nr.     | Bild |
| --------------------------- | --- | ------------- | ---- |
| Oberndorf a.Lech (Standort) | Villa rustica der römischen Kaiserzeit. Siehe auch: Villa Rustica (Oberndorf) | D-7-7331-0118 |      |
| Oberndorf a.Lech (Standort) | Grabenwerk vor- und frühgeschichtlicher Zeitstellung. | D-7-7331-0121 |      |
| Oberndorf a.Lech (Standort) | Siedlung vor- und frühgeschichtlicher Zeitstellung. | D-7-7331-0122 |      |
| Oberndorf a.Lech (Standort) | Siedlung der römischen Kaiserzeit. | D-7-7331-0133 |      |
| Oberndorf a.Lech (Standort) | Straße der römischen Kaiserzeit. | D-7-7331-0161 |      |
| Oberndorf a.Lech (Standort) | Mittelalterliche und frühneuzeitliche Befunde im Bereich der Katholischen Pfarrkirche St. Nikolaus in Oberndorf a.Lech und ihrer Vorgängerbauten. Siehe auch: St. Nikolaus (Oberndorf am Lech) | D-7-7331-0186 |      |
| Oberndorf a.Lech (Standort) | Spätmittelalterlicher Vorgängerbau sowie Befunde der frühen Neuzeit im Bereich der Katholischen Wallfahrtskapelle Herrgottsruh.                                                                | D-7-7331-0187 |      |
| Oberndorf a.Lech (Standort) | Mittelalterliche und frühneuzeitliche Befunde im Bereich von Schloss Oberndorf und seiner Vorgängerbauten. Siehe auch: Schloss Oberndorf                                                       | D-7-7331-0188 |      |